# Ilgiz Dżakypbiekow
Ilgiz Dżakypbiekow (ros. Ильгиз Джакыпбеков; ur. 23 lutego 1991) – kirgiski zapaśnik walczący w stylu wolnym. Zajął siedemnaste miejsce na mistrzostwach świata w 2019. Piąty na igrzyskach azjatyckich w 2010 i na mistrzostwach Azji w 2010. Siódmy w Pucharze Świata w 2011. Wicemistrz Azji juniorów w 2010 roku.